# Esparadrapo

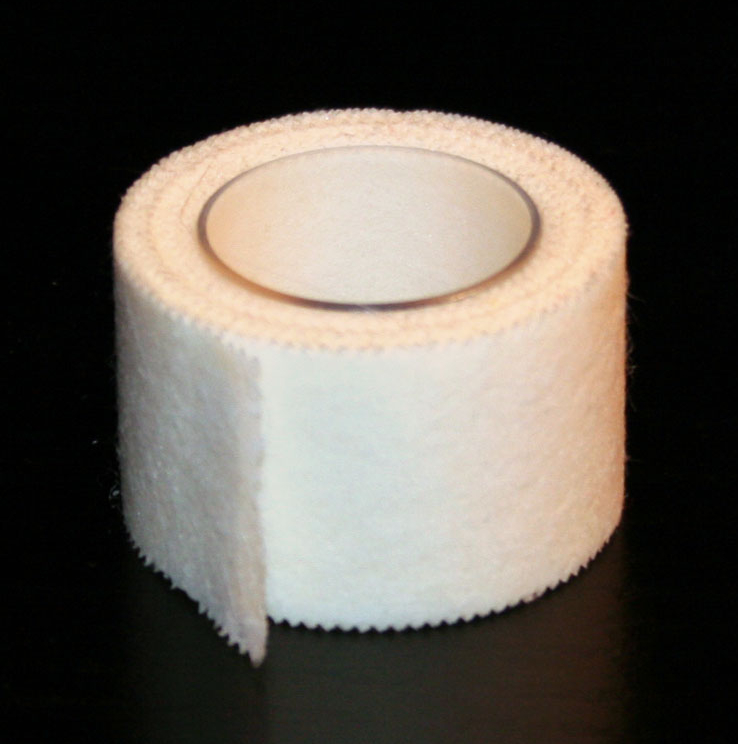
Rollo de esparadrapo.

Rollo de esparadrapo con portarrollo con borde para facilitar el corte.

El esparadrapo o adhesivo es una cinta de tela o plástico que posee una cara adhesiva y sirve para sujetar vendajes. El esparadrapo forma parte de los componentes de cualquier botiquín de primeros auxilios.

## Tipos de esparadrapos
Según el material del que está constituido hay diversos tipos y calidades de esparadrapo.
De los tipos de esparadrapo comercializado, destaca el que es impermeable y transparente pues permite una buena fijación de vendas y gasas sobre la piel. El que tiene un soporte poroso de polietileno es altamente tolerado por la piel al permitir el paso del aire y de la humedad.
Un esparadrapo conviene que sea hipoalergénico, con buen poder adhesivo, transpirable y a la vez impermeable, fácil de rasgar y de despegar sin irritar a la piel, resistente a las temperaturas extremas, al envejecimiento, y permeable a las radiaciones.
Los esparadrapos están sujetos a las exigencias contenidas en la norma ASTM PSTC/6.